# Le Livre d'amour des femmes juives
 (novembre 2017).
Si vous disposez d'ouvrages ou d'articles de référence ou si vous connaissez des sites web de qualité traitant du thème abordé ici, merci de compléter l'article en donnant les références utiles à sa vérifiabilité et en les liant à la section « Notes et références ».
Le Livre d’amour des femmes juives ou Sefer ahabat našim est un ouvrage anonyme du XIIIe siècle ayant pour sujet principal le corps des femmes.

## Contenu
Le Livre d'amour des femmes juives est une compilation de savoirs dans laquelle on distingue trois parties consacrées à la magie, à la sexualité et à l’ensemble formé par la cosmétique, la gynécologie et l’obstétrique.
L’œuvre a un caractère pratique. Elle a été composée sous forme de réceptaire (c'est-à-dire de recueil de recettes). Elle est écrite dans la moitié du XIIIe siècle dans l'un des territoires de la couronne de Catalogne-Aragon. Outre les références aux grandes figures de l’École kabbalistique de Gérone, notamment à Nahmanide, on y relève l’usage de carrés magiques et de sceaux relevant de la Kabbale.
Des études[Lesquelles ?] récentes[Quand ?] montrent que le XIIIe siècle marque le point d’inflexion décisif de la littérature médiévale sur le corps féminin en Occident européen. Cela est dû à un climat propice à la création et à la diffusion des savoirs scientifiques, climat qui règne dans le Sud de l’Europe à partir du XIIe siècle et qui constitue un cadre propre à la production de savoirs scientifiques en hébreu.
L’ample gamme des savoirs que cette œuvre recueille a une origine féminine[style à revoir]. Elle est essentiellement destinée aux femmes et directement liée au soin de leur corps.

## Traductions

### Traduction moderne en anglais
- (en) Carmen Caballero-Navas (trad.), The Book of Women's Love and Jewish Medieval Medical Literature on Women : Sefer Ahavat Nashim, Oxford, Kegan Paul, coll. « Kegan Paul library of Jewish studies », 2004, 314 p. (ISBN 978-0-7103-0758-3 et 0-710-30758-6, OCLC 56104002).

### Traduction moderne en espagnol
- (es) Carmen Caballero-Navas, El libro de amor de mujeres : una compilación hebrea de saberes sobre el cuidado de la salud y la belleza del cuerpo femenino, Grenade, Editorial Universidad de Granada, coll. « Textos/Lengua hebrea » (no 1), 2003, 122 p. (ISBN 84-338-3031-7 et 978-84-338-3031-9, OCLC 433407626).

### Traduction moderne en français
- Anonyme du XIIIe siècle (trad. de l'espagnol par Patrick Gifreu), Le Livre d’amour des femmes juives [« El libro de amor de mujeres »], Perpignan, Éditions de la Merci, 2017, 156 p. (ISBN 979-10-91193-11-5).